# يوهان ويلهلم باور
يوهان ويلهلم باور (بالألمانية: Johann Wilhelm Baur)‏ هو رسام ألماني ونمساوي، ولد في 31 مايو 1607 في ستراسبورغ في فرنسا، وتوفي في يناير 1640 في فيينا في النمسا.